# Långtjärnen (Anundsjö socken, Ångermanland, 707742-160724)
Långtjärnen är en sjö i Örnsköldsviks kommun i Ångermanland och ingår i Moälvens huvudavrinningsområde.